# Ajax Records
Ajax Records was een Amerikaans platenlabel uit de jaren twintig, waarop jazz- en bluesplaten uitkwamen. De eerste plaat kwam uit in oktober 1923, de laatste in de zomer van 1925.

## Geschiedenis
Ajax was een sublabel van de Canadese onderneming Compo Company, gevestigd in Lachine, Quebec. Het hoofd van Ajax Records was H. S. Berliner, zoon van de grammofoonplaten-pionier Emile Berliner. Het hoofdkwartier was gevestigd in Quebec, maar het Amerikaanse kantoor was in Chicago. In Chicago was echter geen opnamestudio. Het label gebruikte voor opnames Compo's Studios in Montreal en New York. Naast eigen opnames verschenen op het label opnames die geleased waren van New York Recording Laboratories en Regal Record Company. De laatste Ajax-plaat verscheen in augustus 1925.

## Opnames en marketing
Ajax-platen werden aan de man gebracht met de slogans "The Superior Race Record" en "The Quality Race Record." Ze kostten  75 dollarcent. De platen werden geperst in Quebec, maar alleen gedistribueerd in Amerika. De Ajax-platen waren de enige platen die Compo in Amerika uitbracht. Artiesten die voor het label opnames maakten waren onder meer Rosa Henderson, Edna Hicks, Viola McCoy, Helen Gross, Monette Moore, Ethel Finnie en Fletcher Henderson. Een belangrijke talentschout voor het label was Joe Davis. Naast race records verscheen er ook wel klassieke muziek en popmuziek (Arthur Fields, Arthur Hall en countrymuziek).
Nadat Ajax werd stopgezet werden sommige opnames opnieuw uitgebracht door het Amerikaanse label Pathé. De geluidskwaliteit van de platen is voor die tijd beter dan gemiddeld. De meeste opnames werden akoestisch opgenomen, maar sommige late platen elektrisch. Vanwege het historische en muzikale belang van Ajax-platen en de kwaliteit van de opnames en persingen, zijn Ajax-platen onder sommige verzamelaars zeer gewild.